# هايدن واين
هايدن واين (بالإنجليزية: Hayden Wayne)‏ هو ملحن أمريكي، ولد في 2 مارس 1949.

## وصلات خارجية
- هايدن واين على موقع IMDb (الإنجليزية)
- هايدن واين على موقع ميوزك برينز (الإنجليزية)